# エイコーさん
『エイコーさん』は、フジテレビで2019年1月11日から6月21日まで放送されていたゲーム情報バラエティ番組。

## 番組内容
ゲームやアニメ、漫画、SNSなどにのめり込むもので、番組タイトルの『エイコーさん』は「ジャパンカルチャー界で栄光を集めるプロフェッショナル」を意味するもの。
エンディングテーマ曲はKleissisの「決断のDivergence」。

## 出演者

### マスター（番組MC）
- 狩野英孝[3]

### アルバイト店員（アシスタント）
- 富田美憂[3]
- 山田麻莉奈[3]
- 山根綺[3]
- 元吉有希子[3]
- 島村みやこ[3]

### エイコーさんファイル
- 狩野英孝（第1回）[4]
- 坂本英城（第2回）[4]
- 前田浩孝（第3回）[4]
- えなこ（第4・5回）[4]
- ブティックちぁい（第6回）[4]
- 水永三代目（第7回）[4]
- 二宮博志（第8回）[4]
- まーしー（第9回）[4]
- 二宮博志（第10回）[4]
- Kleissis（第11・12回）※特別編[4]
- 北川哲一郎（第14回）[4]
- 河野純子、小牟田修（第15回）[4]
- 廣島順二（第16回）[4]
- 古賀亘（第17回）[4]

## スタッフ
- 構成 - 谷口雅人、宮田聖[5]
- CAM - 石黒雄太
- AUD - 武廣吉則
- ヘアメイク - 宇田川恵司（hellotrope）
- CG - KC
- 編集 - 中島史雄
- 音響効果・MA - 阿部雄太
- 編成 - 村上正成
- 広報 - 根本智史
- アソシエイトプロデューサー - 石川綾一
- 技術協力 - バンエイト、スタジオヴェルト、共同テレビ
- 協力 - TRIPOT.、ズーイ
- スチール - 今井禅太
- 制作プロデューサー - 塩田康一、関村良
- AP - 遠藤将
- AD - 板倉悠扇、藤田佑樹
- ディレクター - 佐藤良、吉元智人、軍司綾、黒沢英、遠藤将[5]
- 演出 - 加藤昌之、杉原裕一
- プロデューサー - 大石倫之[5]
- チーフプロデューサー - 東中川遼太[5]
- 制作協力 - FCC
- 制作著作 - フジテレビ、フジゲームス